# 288959 Biržai
288959 Biržai è un asteroide della fascia principale interna. Scoperto nel 2004, presenta un'orbita caratterizzata da un semiasse maggiore pari a 2,349145 UA e da un'eccentricità di 0,131243, inclinata di 6,914656° rispetto all'eclittica.
Fa parte della famiglia di asteroidi Vesta.
L'asteroide è dedicato alla omonima città lituana, una delle più antiche del paese. 